# Ipala (kommunhuvudort)
Ipala är en kommunhuvudort i Guatemala.   Den ligger i departementet Departamento de Chiquimula, i den sydöstra delen av landet, 100 km öster om huvudstaden Guatemala City. Ipala ligger 833 meter över havet och antalet invånare är 5 283.
Terrängen runt Ipala är kuperad österut, men västerut är den platt. Runt Ipala är det ganska tätbefolkat, med 86 invånare per kvadratkilometer. Närmaste större samhälle är San Luis Jilotepeque, 13,1 km väster om Ipala. Omgivningarna runt Ipala är en mosaik av jordbruksmark och naturlig växtlighet.